# Acta of Bioengineering and Biomechanics
Acta of Bioengineering and Biomechanics is een internationaal, aan collegiale toetsing onderworpen wetenschappelijk tijdschrift op het gebied van de biofysica. De naam wordt in literatuurverwijzingen meestal afgekort tot Acta Bioeng. Biomech..
Het wordt uitgegeven door Oficyna Wydawnicza Politechniki Wrocławskiej namens de Technische Universiteit van Wrocław. Het eerste nummer verscheen in 1999.